# Goðafoss
Goðafoss (en islandès: 'cascada dels déus' o 'cascada dels goðar o godons') és una de les cascades més espectaculars d'Islàndia. És a la regió de Mývatn, al centre-nord del país, a l'inici de la carretera de les terres altes de Sprengisandur. Les aigües del riu Skjálfandafljót cauen des d'una alçada de dotze metres i al llarg de trenta metres d'ample. Cap a l'any 999 o 1000, el lǫgsǫgumaðr Þorgeir Þorkelsson, Ljósvetninga goði (és a dir, 'godó del Ljósavatn', o, més exactament, 'godó dels liosavatnesos'), va declarar el cristianisme religió oficial d'Islàndia a l'Alþingi. Aquesta història apareix narrada al capítol VIII de l'Íslendingabók d'Ari Þorgilsson i al capítol XI de la Kristni saga. Segons una tradició popular, en Þorgeir, després de la seva conversió, en tornar de l'Alþingi, va llançar les seves icones paganes a la cascada. Un finestral de l'església d'Akureyri, que mostra en Þorgeir dirigint-se amb l'estàtua d'Odin cap a les cascades, il·lustra aquesta història.

## Placa de Goðafoss

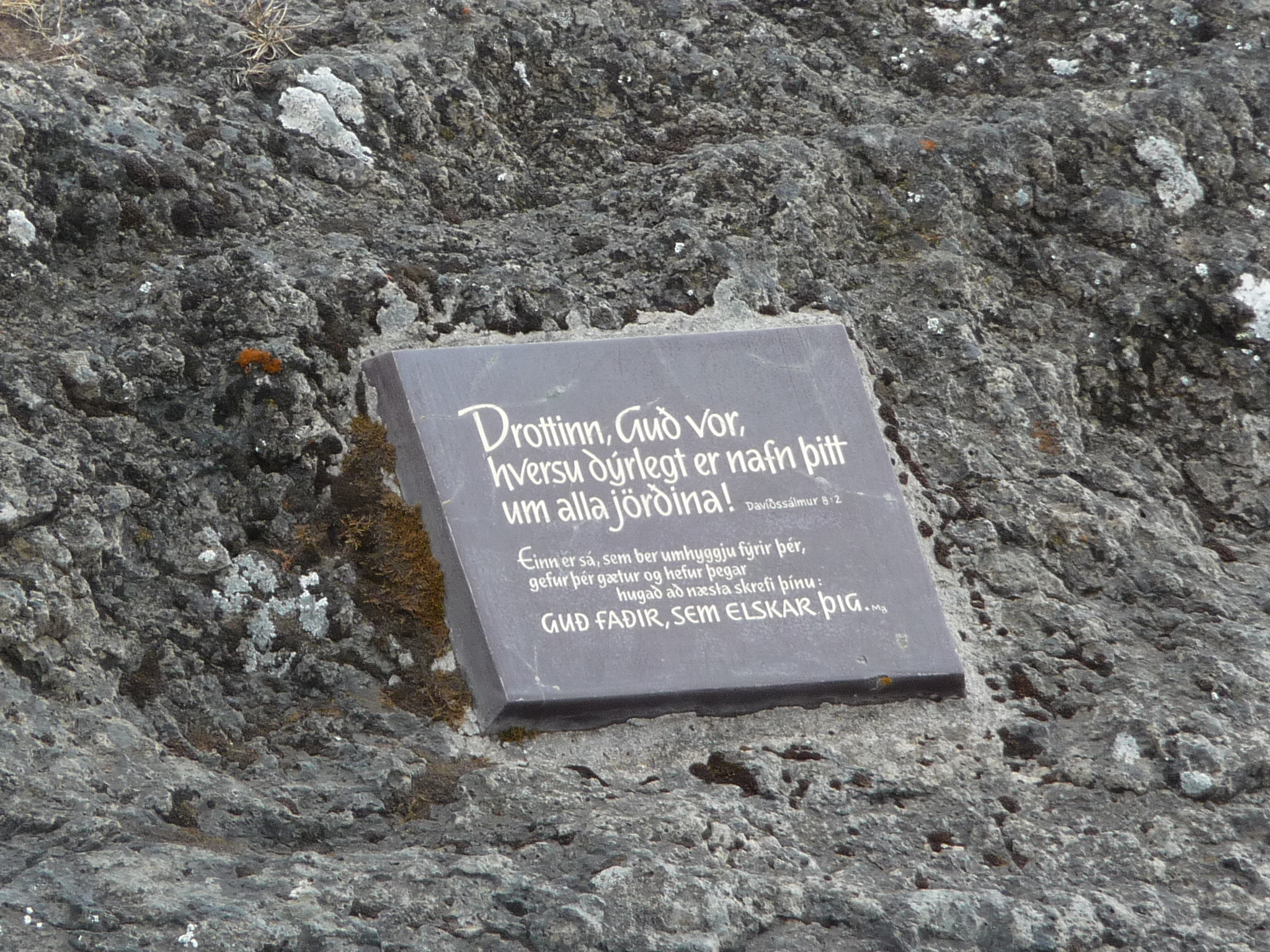
Placa a Goðafoss

Placa de pedra col·locada davant la cascada de Godafoss. Conté el segon versicle del salm 8 de David: Drottinn, Guð vor, hversu dýrlegt er nafn þitt um alla jörðina!: “Jahvè, Déu nostre, que n'és de gloriós el teu nom per tota la terra!” i uns versos signats M. B. que constitueixen una lloança de Déu pare i que fan: einn er sá, sem ber umhyggju fyrir þér, gefur þér gætur og hefur þegar hugað að næsta skrefi þínu: Guð faðir, sem elskar þig, “només n'hi ha un de tot sol que té cura de tu, que no et perd mai de vista i que ja ha parat atenció a la passa que encara has de fer: Déu pare, que t'estima”.

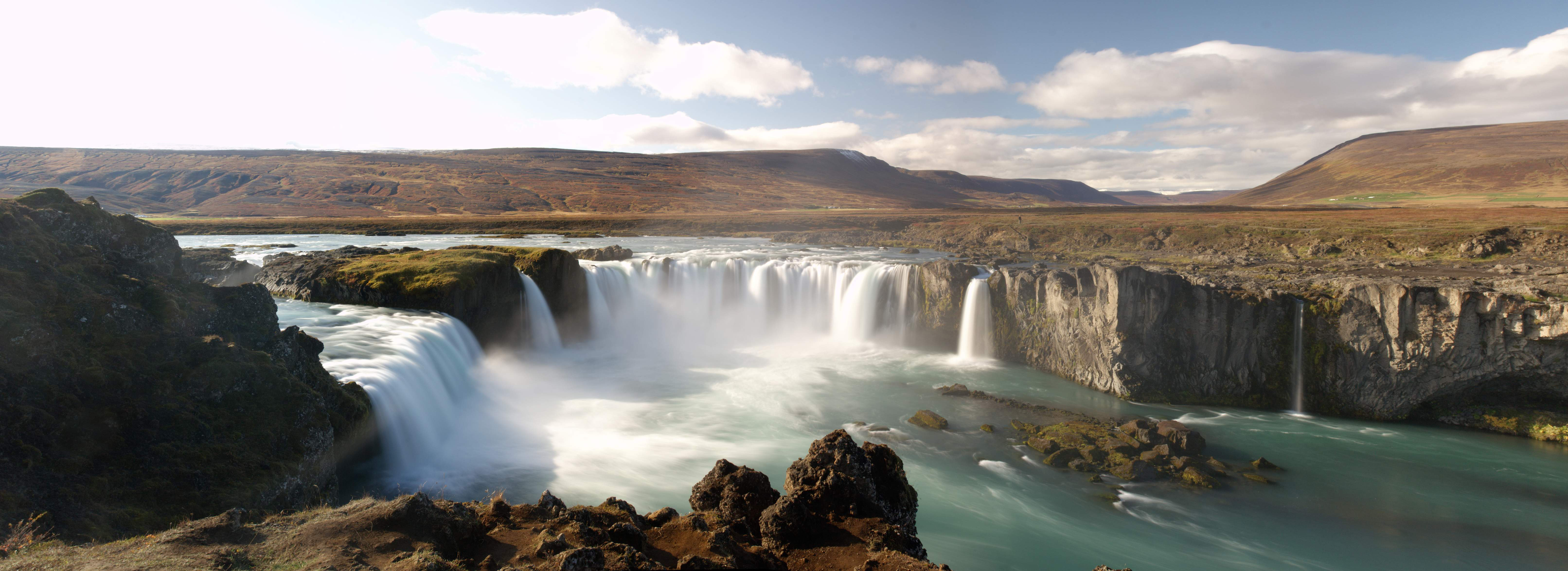
Vista panoràmica de Goðafoss